# Sotticka
Sotticka (Ischnoderma benzoinum) är en svampart som först beskrevs av Göran Wahlenberg, och fick sitt nu gällande namn av Petter Adolf Karsten 1881. Enligt Catalogue of Life ingår Sotticka i släktet Ischnoderma,  och familjen Fomitopsidaceae, men enligt Dyntaxa är tillhörigheten istället släktet Ischnoderma,  och familjen Hapalopilaceae. Arten är reproducerande i Sverige. Inga underarter finns listade i Catalogue of Life.